# 吉田聡
吉田 聡（よしだ さとし、1960年12月8日 - ）は、日本の漫画家。男性。福岡県生まれ、神奈川県藤沢市辻堂出身。血液型B型。苗字の「吉」の正確な表記は「𠮷」（「土」の下に「口」、つちよし）である。

## 来歴
高校卒業後、東京デザイナー学院商業デザイン科中退。スキー事故で全治6か月の骨折入院中に漠然と漫画家になることを決意。
アイスクリーム店でアルバイト中、常連客からの情報を辿って押しかけた地元の漫画家ムッシュー・田中に師事、チーフアシスタントを務める。
師匠から「鶏口となるも牛後となるなかれ（強い勢力につき従うより、たとえ小さくてもその中で長となれという諺）」とアドバイスを受け当時の少年誌の中でも発行部数の少なかった『週刊少年キング』（少年画報社）へ作品を持ち込み。1982年（昭和57年）同誌の漫画賞である第４回まんが道大賞において『天上界Story』があすなろ賞を受賞。『週刊少年キング』は休刊するも、直後に発行された増刊号にて『天上界Story』掲載、デビューとなった。
同年『週刊少年キング』がリニューアル創刊された『少年KING』に読切作品『湘南爆走族』3本が掲載、翌年初頭に初の連載作品となる。『湘爆』は爆発的ヒット作品となり、ビデオアニメや映画、グッズなど多岐にわたって展開され社会現象を呼び起こした。
1985年（昭和60年）には『週刊少年サンデー』（小学館）に『ちょっとヨロシク！』連載開始。
1987年（昭和62年）に『湘南爆走族』を人気絶頂の中終了させるも、『ヤングサンデー』（小学館）で『純ブライド』、『ビッグコミックスピリッツ』（小学館）で『スローニン』、『ヤングキング』（少年画報社）で『湘南グラフィティ』の3作品を同時連載。
1995年（平成7年）から『ヤングキング』（少年画報社）にて開始された『荒くれKNIGHT』は、掲載誌を『ヤングチャンピオン』（秋田書店）に変えつつ、現在まで25年以上も連載が続くロングランシリーズとなった。
その後も少年誌から青年誌、果ては学年誌にまで幅広く、コンスタントに作品を発表し続けている。

## 人物
宮崎駿は吉田の作品のファンであり、『バードマン・ラリー 鳥人伝説』の解説で、『湘南爆走族』を「管理社会に対する異議申し立ての傑作」と絶賛している。

## 作品リスト
- 湘南爆走族（1982年 - 1987年、『少年KING』、少年画報社）
- ちょっとヨロシク！（1985年 - 1987年、『週刊少年サンデー』、小学館）
- 笑ルーム（1986年 - 1987年、『小二教育技術』、小学館）
- 純ブライド（1987年 - 1988年、『ヤングサンデー』、小学館）
- スローニン（1987年 - 1988年、『ビッグコミックスピリッツ』、小学館）
- 湘南グラフィティ（1987年 - 1988年、『ヤングキング』、少年画報社）
- 鬼のヒデトラ（1988年 - 1990年、『ヤングキング』、少年画報社）
- ダックテール（1989年、『ヤングサンデー』、小学館）
- 天翔ける鈴（1989年、『週刊少年サンデー』、小学館）
- バードマン・ラリー 鳥人伝説（1989年、『週刊少年サンデー』、小学館）
- DADA！（1989年 - 1991年、『週刊少年サンデー』、小学館）
- ハートブレイクパパ（1991年 - 1993年、『ミスターマガジン』、講談社）
- ホンキな家族（1991年 - 1992年、『ヤングキング』、少年画報社）
- 関東ドドンパ男（1992年 - 1993年、『ヤングキング』、少年画報社）
- トラキーヨ（1992年 - 1993年、『ビッグコミックスピリッツ』、小学館）
- 噂の男前！（1993年 - 1995年、『週刊少年サンデー』、小学館）
- 渚のジェントル（1994年 - 1995年、『ビッグコミックスペリオール』、小学館）
- BLACK NIGHT HAWK（1994年、『ビッグコミックスピリッツ』、小学館）
- 荒くれKNIGHT（1995年 - 2005年、『ヤングキング』、少年画報社→2006年、月刊荒くれKNIGHTマガジン）
  - 荒くれKNIGHT 黒い残響 完結編（2007年 - 2016年、『ヤングチャンピオン』、秋田書店）
  - 荒くれKNIGHT リメンバー・トゥモロー（2018年、『ヤングチャンピオン』、秋田書店）
  - 荒くれKNIGHT リメンバー・トゥモロー アフター・バーナー（2018年 - 2019年、『ヤングチャンピオン』、秋田書店）
  - 荒くれKNIGHT リメンバー・トゥモロー ダークサイド・エンジェル（2019年、『ヤングチャンピオン』、秋田書店）
  - 荒くれKNIGHT リメンバー・トゥモロー スライト リターン（2019年 - 2020年、『ヤングチャンピオン』、秋田書店）
  - 荒くれKNIGHT リメンバー・トゥモロー ゴーストノート（2020年 - 2021年、『ヤングチャンピオン』、秋田書店）
  - 荒くれKNIGHT リメンバー・トゥモロー デッドフラワー（2021年、『ヤングチャンピオン』、秋田書店）
- 吉（マルヨシ）商店特盛劇場（1995年 - 1996年、『週刊少年サンデー超』、小学館）
- 走れ！天馬（1996年 - 1997年、『ビッグコミックスピリッツ』、小学館）
- DUMPERS（1998年 - 1999年、『ヤングキング別冊キングダム』、少年画報社）
- ジャイアンツ（1998年 - 1999年、『スーパージャンプ』、集英社）
- 江戸川キング（1999年 - 2000年、『ヤングマガジンアッパーズ』、講談社）
- てんねん（2001年 - 2004年、『ビッグコミックスピリッツ』、小学館）
- GOE（2001年 - 2002年、『小学三年生』、小学館）
- ばるこん（2002年、『小学三年生』、小学館）
- ジナス（プロット協力、ビッグ・オー、2005年 - 2008年、『モーニング』、講談社）
- ケンとメリー（2008年 - 2009年、『モーニング』、講談社）
- 七月の骨（2010年 - 2011年、『ビッグコミックスピリッツ』、小学館→2011年 - 2013年、『月刊!スピリッツ』、小学館）
- 親鸞（2011年、『週刊新マンガ日本史』14号、朝日新聞出版）
- サラリーマン拝！（2013年 - 2016年、『ビッグコミック』、小学館）
- セブングレイズ（2016年 - 2017年、『ヤングチャンピオン』、秋田書店）
- そのたくさんが愛のなか。（2017年 - 2018年、 『ビッグコミック』、小学館）[1]
- 湘南爆走族 ファーストフラッグ（2022年 - 、『ヤングチャンピオン』、秋田書店）

## アシスタント
- 村枝賢一
- 落合裕介